# الدوري الإنجليزي لكرة القدم 1889–90
الدوري الإنجليزي لكرة القدم 1889–90 (بالإنجليزية: 1889–90 Football League)‏ هو موسم من دوري كرة القدم الإنجليزية. أقيم خلال الفترة 7 سبتمبر 1889 وحتى 31 مارس 1890، وفاز فيه بريستون نورث إيند.